# Mur mémorial national du Covid
Le mur mémorial national du Covid (anglais : National Covid Memorial Wall) à Londres est un mémorial et une fresque murale publique peinte par des bénévoles pour commémorer les victimes de la pandémie de COVID-19 au Royaume-Uni. Commencée en mars 2021 et s'étendant sur plus de cinq cents mètres le long de la rive sud de la Tamise, en face du Palais de Westminster, et juste à l'extérieur de l'hôpital St Thomas, la peinture murale se compose de milliers de cœurs rouges et roses, avec l'intention d'avoir un cœur pour chacune des quelque 150 000 victimes du COVID-19 au Royaume-Uni au moment du début de la peinture murale. La fresque a été conçue par l'association Covid-19 Bereaved Families for Justice (en), avec l'aide de Led By Donkeys (en).

Vue panoramique

## Galerie

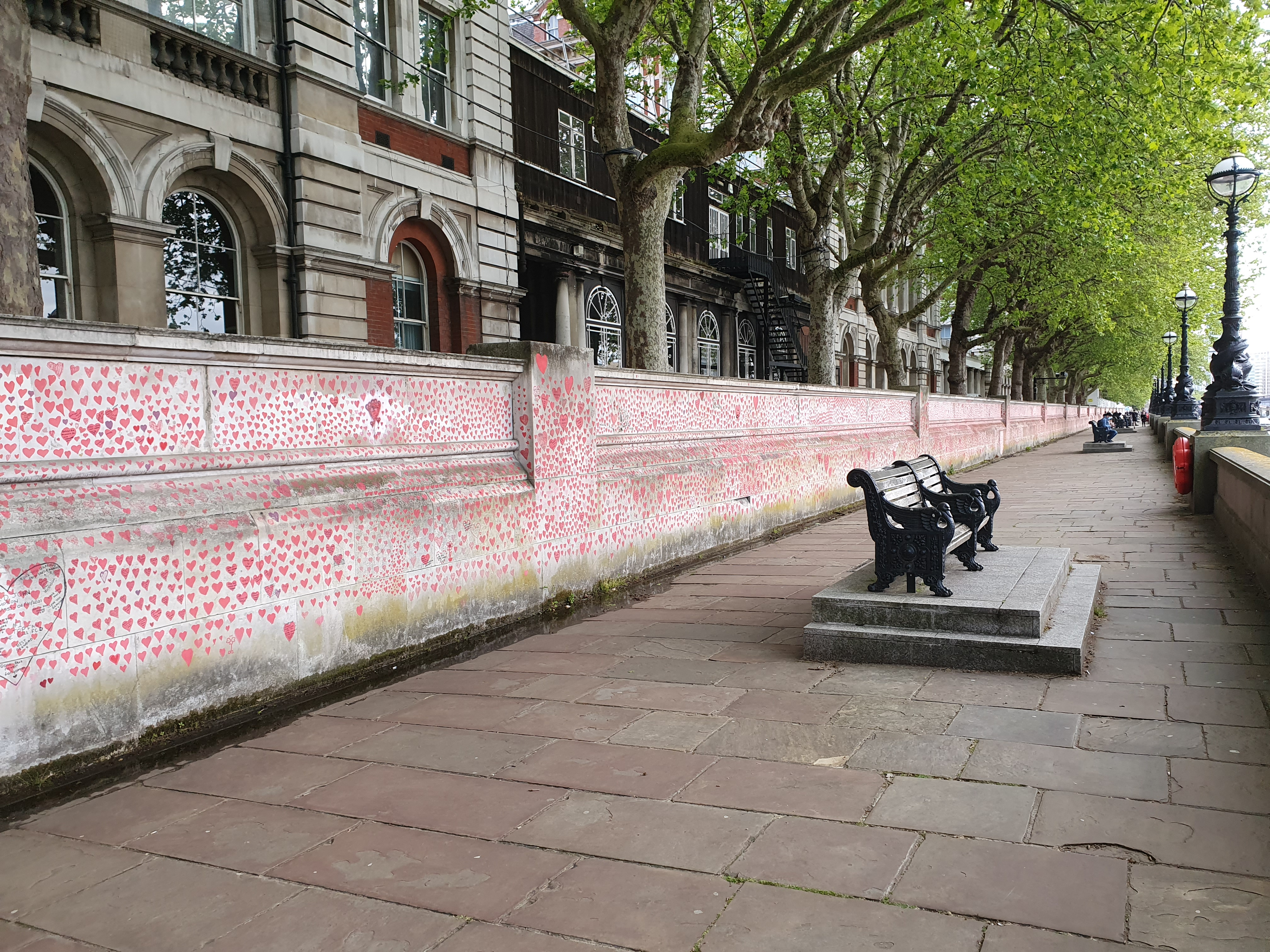
Une part du mur
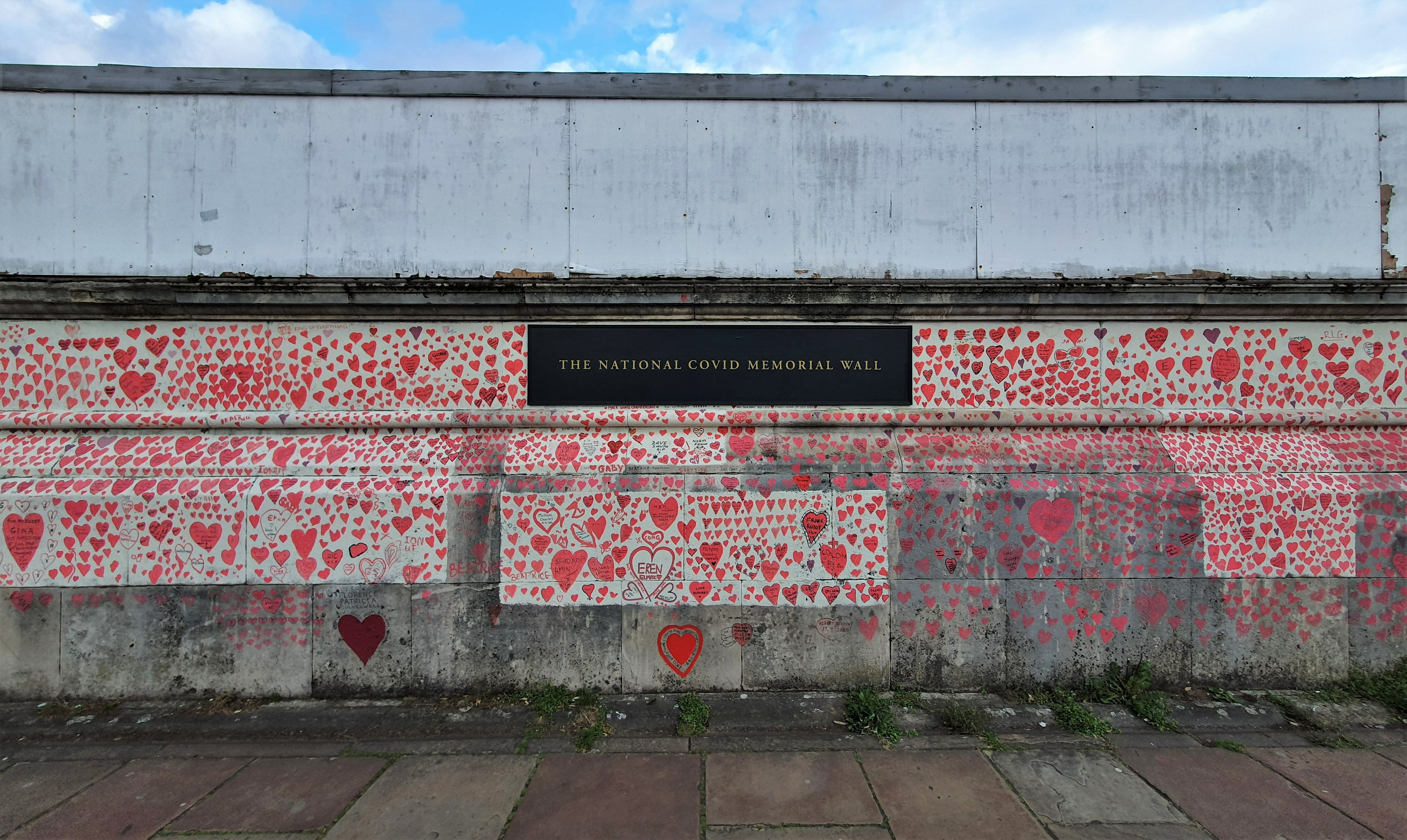
L'une des plaques identifiant le mur
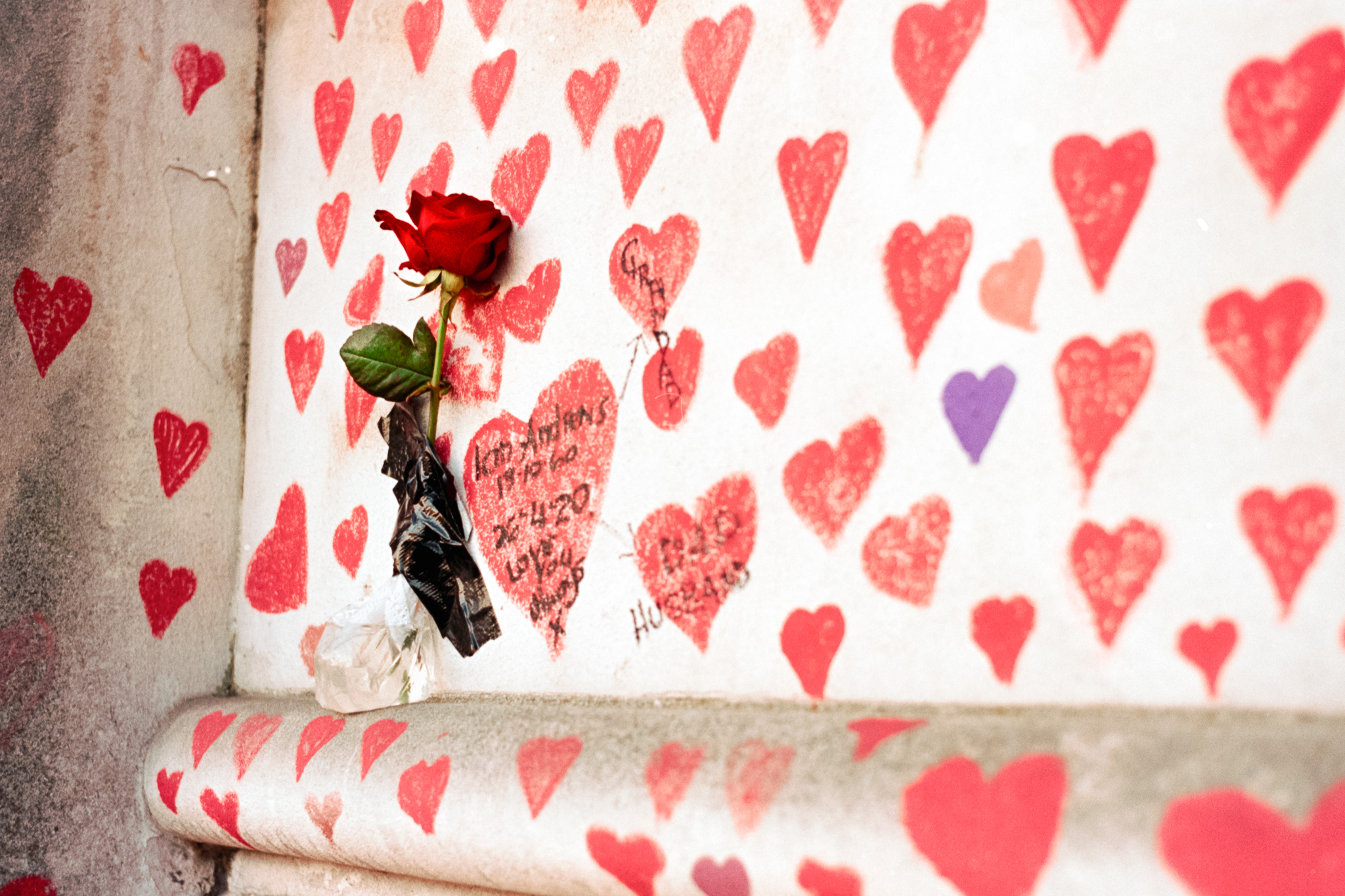
Rose rouge collée au mur avec sa tige dans un petit sac rempli d'eau